# Принги (Харьюмаа)
При́нги (эст. Pringi) — деревня в волости Виймси уезда Харьюмаа, Эстония. 

## География и описание
Расположен в 15 километрах от Таллина. Граничит на юге с посёлком Хаабнеэме, на севере с деревнями Пююнси и Рохунеэме, на востоке с деревней Леппнеэме и на западе — с Таллинским заливом. Высота над уровнем моря — 14 метров.
Климат умеренный. Официальный язык — эстонский. Почтовый индекс — 74011.

## Население
По данным переписи населения 2021 года, в Принги насчитывалось 1098 жителей, из них 984 (89,9 %) — эстонцы.
По данным переписи населения 2011 года, число жителей деревни составляло 984 человека, из них 923 (93,8 %) — эстонцы.
Численность населения деревни Принги по данным переписей населения:
| Год  | 1959 | 1970 | 1979  | 1989  | 2000  | 2011  | 2021   |
| ---- | ---- | ---- | ----- | ----- | ----- | ----- | ------ |
| Чел. | 65   | ↗ 86 | ↗ 180 | ↗ 281 | ↗ 611 | ↗ 984 | ↗ 1098 |

## История
Впервые деревня была упомянута под названием Brynck в 1557 году как шведский хутор, принадлежащий Микелю том Бринку (Mychel tom Brynck). 
В 1756 году упоминается как нем. Prinkiperre. 
В атласе Меллина 1798 года она уже упоминается как Принги (нем. Pringi).
В начале 19-го столетия деревня Принги состояла из трёх хуторов — Принки (Prinki), Кингу (Kingu) и  Сууревялья (Suurevälja).
Первая школа в деревне была построена в 1866 году. В её здании размещалось и волостное управление. Первым школьным учителем и по совместительству волостным писарем стал Йоханнес Ваккер (Johannes Vakker), окончивший семинар в Кунда. В 1881 году на этом посту его сменил Ханс Неуманн (Hans Neumann).  В 1891 году школа полностью сгорела, и в 1892 году на средства хозяина мызы Вимс Феликса Юлиуса Шоттлендера (Felix Julius Schottländer) было построено новое школьное здание. Во времена Первой Эстонской республики, 17 мая 1925 года, был заложен краеугольный камень новой школы в деревне Принги.
В 1977—1997 годах частью Принги была деревня Румму.
В период советской власти в районе деревни было построено много садоводческих кооперативов.
В 1950 году в школе деревни Принги (Виймсиской школе) состоялось учредительное собрание рыболовецкого колхоза имени С.М. Кирова — одного из самых успешных коллективных хозяйств не только Эстонской ССР, но и всего Советского Союза.

## Инфраструктура
После отделения Эстонии от Советского Союза в деревне были построены торговые центры, магазины, паб, ресторан и несколько кафе.
Бо́льшая часть населения проживает в индивидуальных домах. В деревне есть также хутора и квартирные дома.
Принги ориентирована на предложение культурных услуг и услуг активного отдыха как населению волости, так и республиканским и иностранным туристам. В деревне находится Музей под открытым небом Виймси, Музей прибрежного народа (Rannarahva muuseum), Виймсиская церковь Святого Якова (Viimsi Püha Jaakobi kirik) и зимний сад Виймси.

## Происхождение топонима
По мнению лингвистов Института эстонского языка, хотя шведское или нижненемецкое brink означает ′холм, склон′, название деревни всё же происходит от фамилии. Среди горожан Таллина на протяжении веков много людей с такой фамилией; по данным Т. Кала, в Таллине уже в 1312—1320 годах проживал Йоханнес Бринке.

## Галерея

Деревня Принги
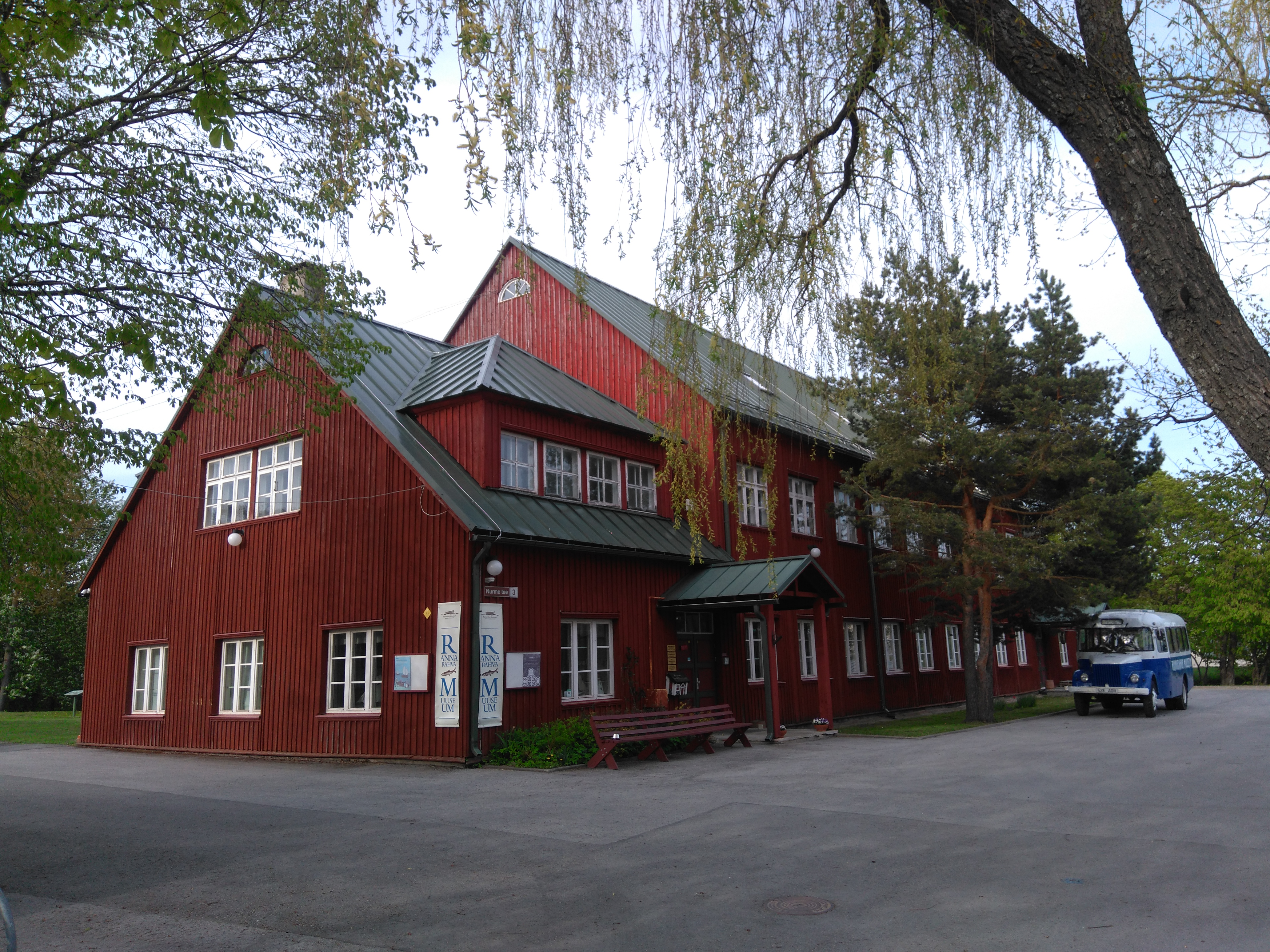
Музей прибрежного народа
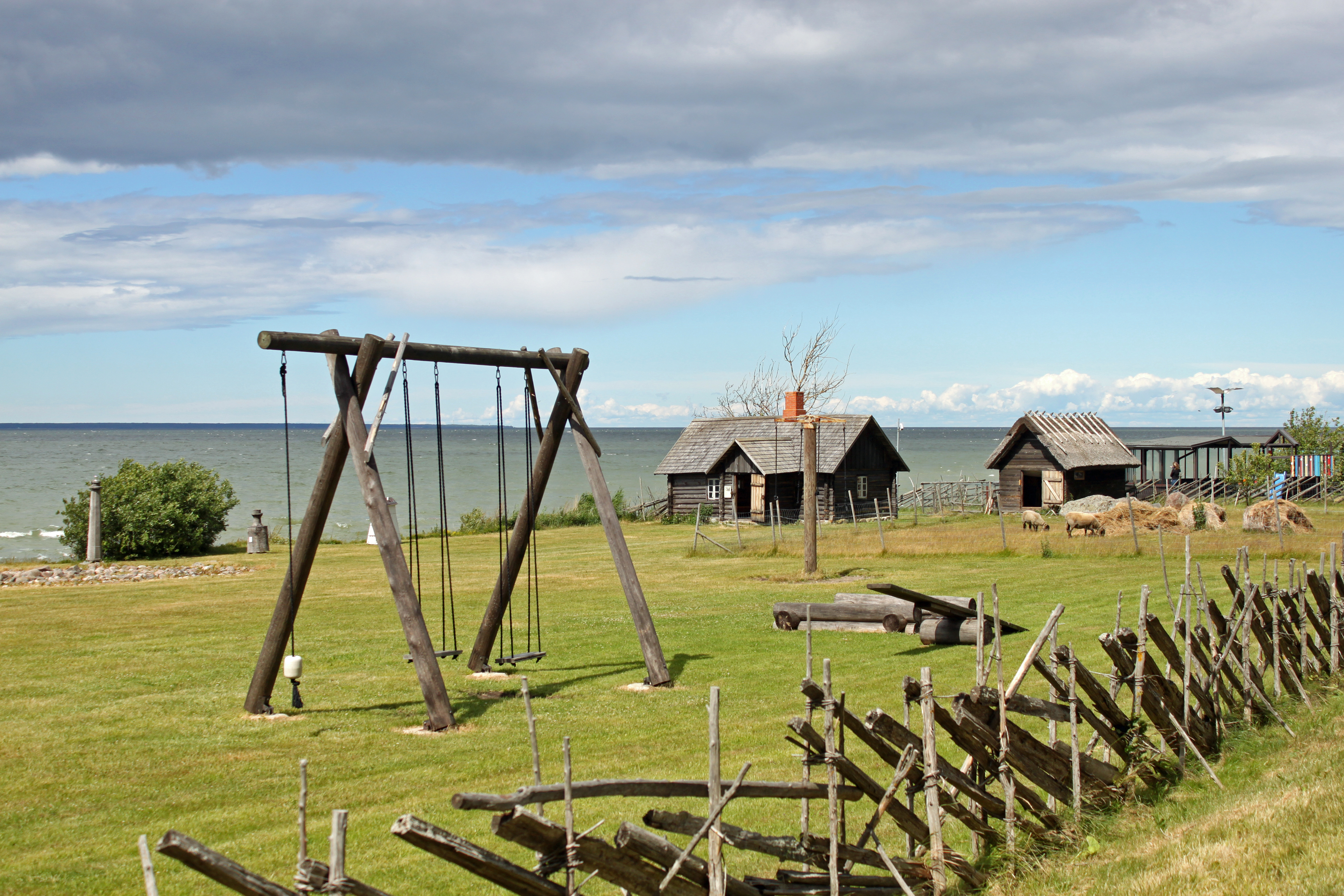
На территории Музея прибрежного народа
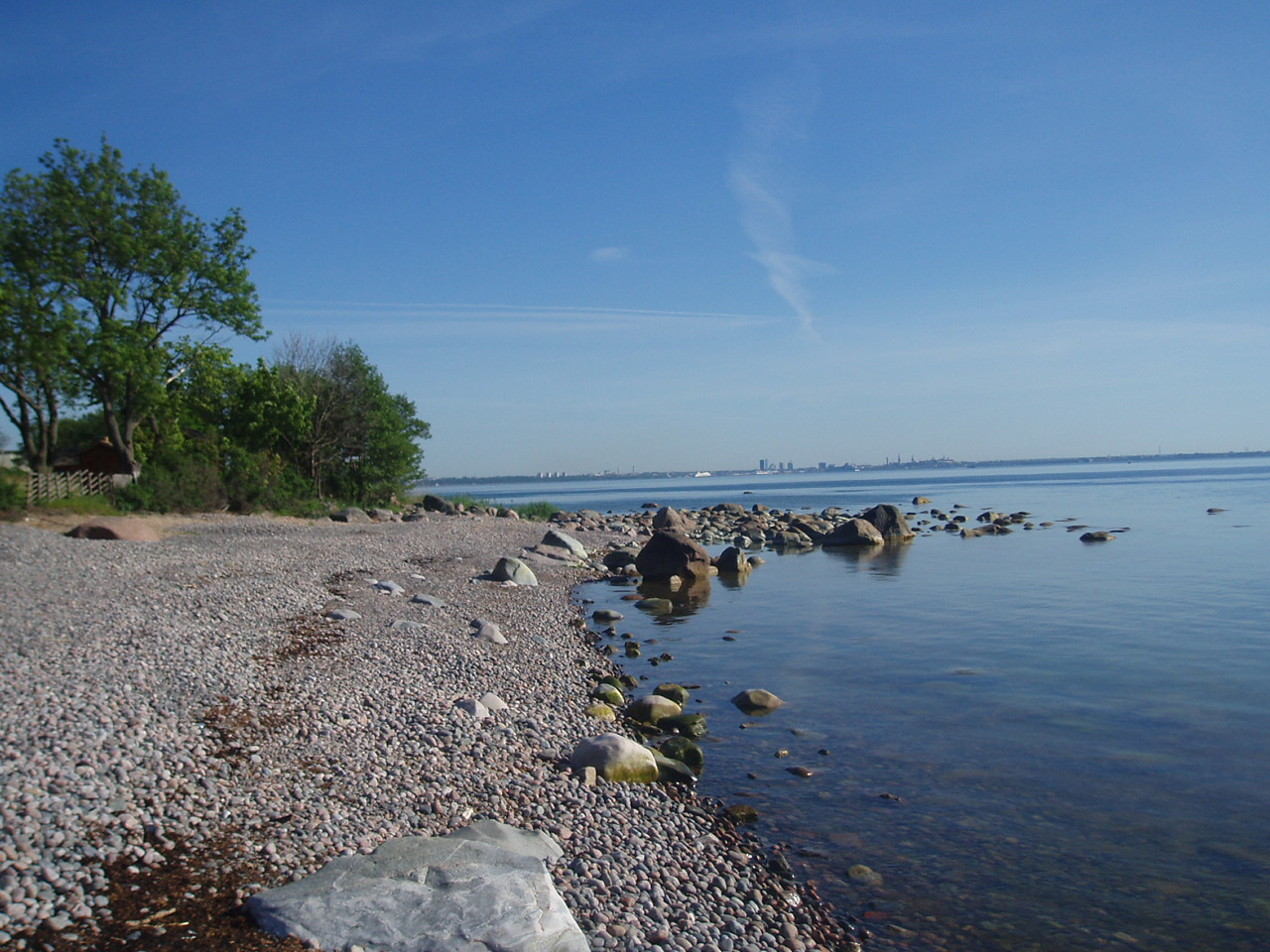
Побережь
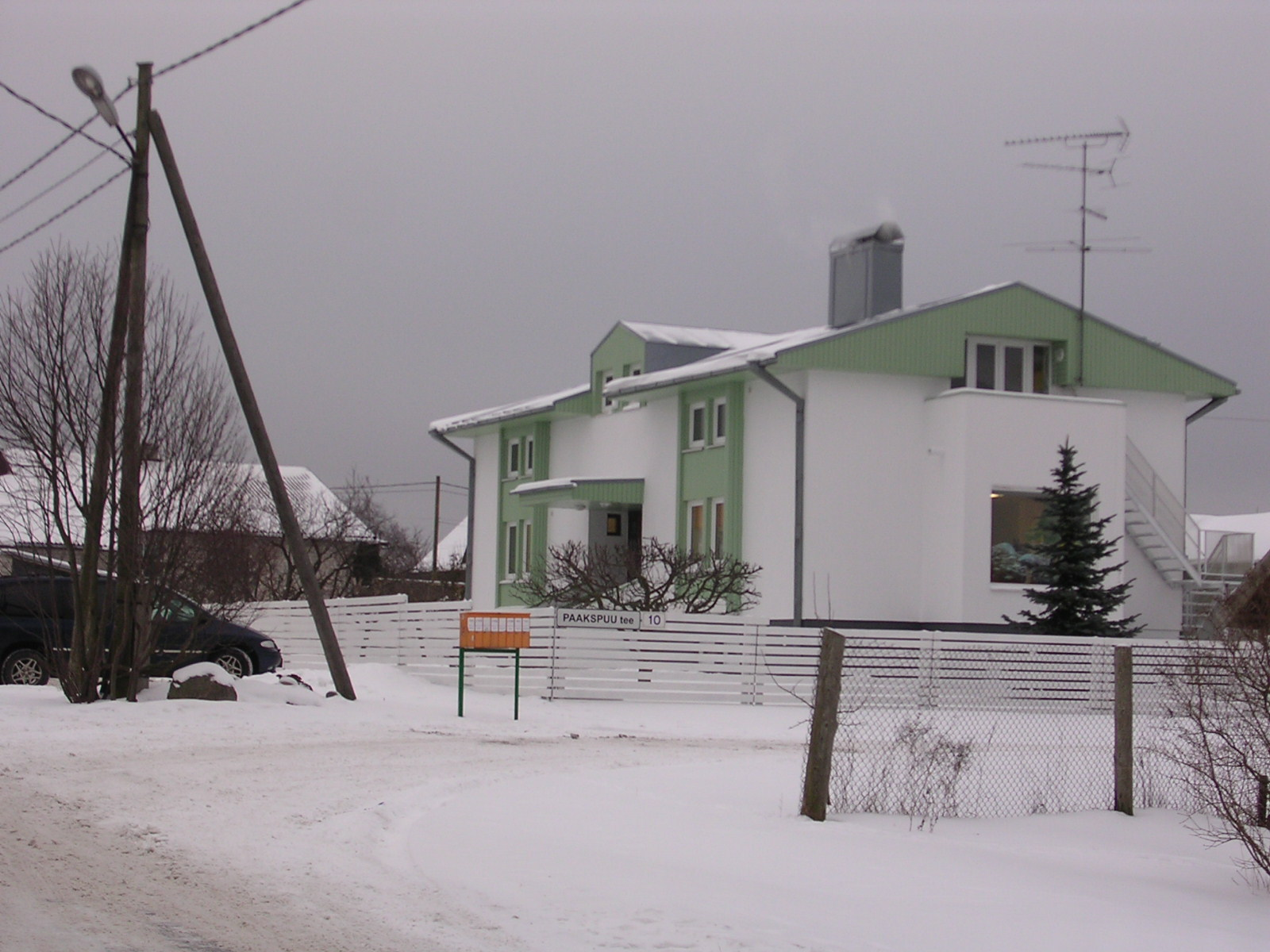
Детский сад
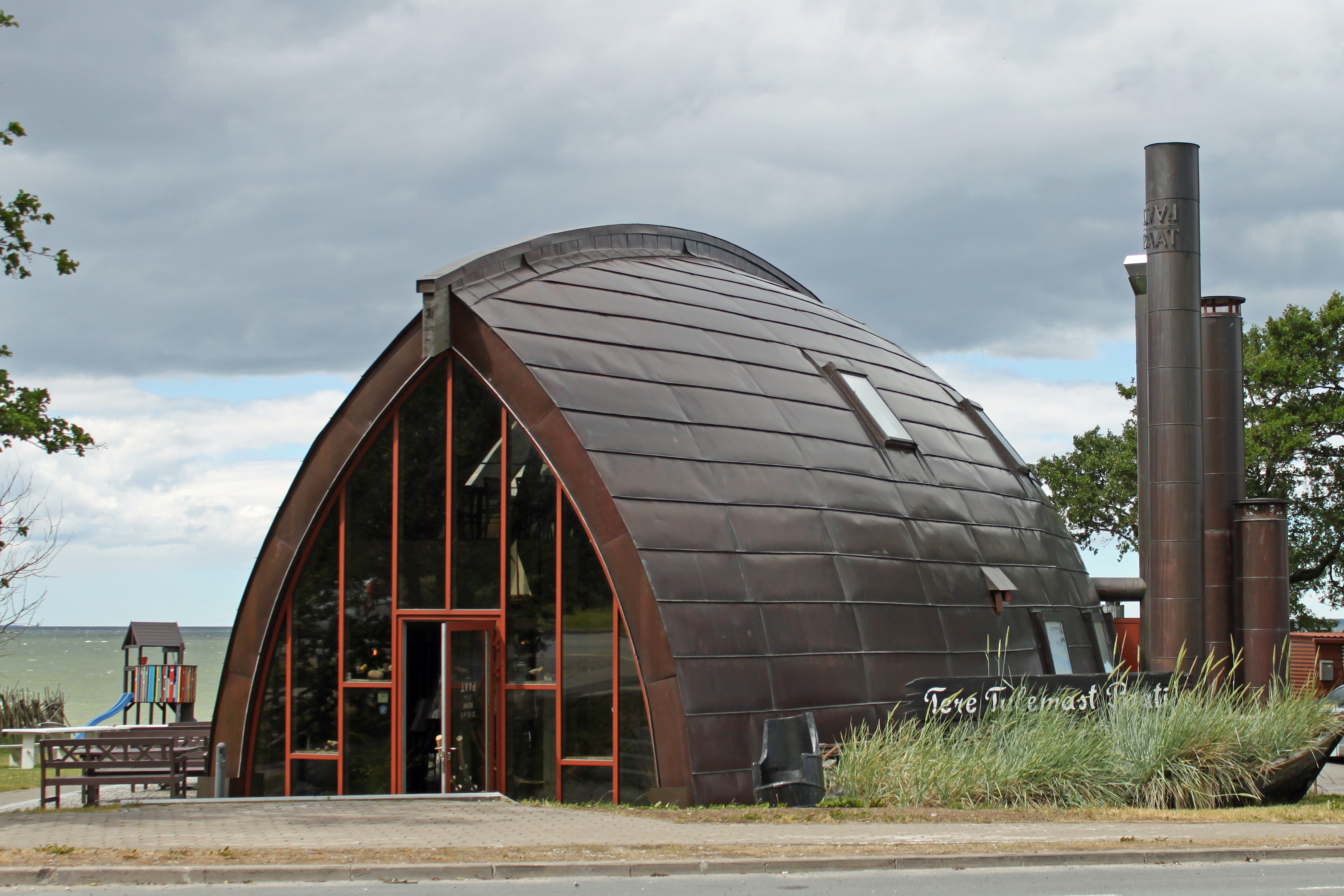
Паб "Паат" («Лодка»)